# Fiume Tordino (medio corso)
Fiume Tordino (medio corso) este o arie protejată (arie specială de conservare — SAC, sit de importanță comunitară — SCI) din Italia întinsă pe o suprafață de 313 ha, integral pe uscat.

## Localizare
Centrul sitului Fiume Tordino (medio corso) este situat la coordonatele 42°37′42″N 13°38′42″E / 42.62833°N 13.64487°E.

## Înființare
Situl Fiume Tordino (medio corso) a fost declarat sit de importanță comunitară în mai 1995 pentru a proteja 8 specii de animale. Situl a fost protejat și ca arie specială de conservare în decembrie 2018.

## Biodiversitate
Situată în ecoregiunea continentală, aria protejată conține 5 habitate naturale: Râuri cu maluri nămoloase cu vegetație de Chenopodion rubri p.p. și Bidention p.p., Râuri mediteraneene cu debit permanent cu specii de Paspalo-Agrostidion și galerii riverane de Salix și de Populus alba, Păduri de stejar alb estice, Liziere de ierburi înalte hidrofile de câmpie și de nivel montan până la alpin, Galerii de Salix alba și de Populus alba.
La baza desemnării sitului se află mai multe specii protejate:
- păsări (1): caprimulg (Caprimulgus europaeus)
- amfibieni (2): Bombina pachypus, Triturus carnifex
- mamifere (3): liliac cârn (Barbastella barbastellus), lupul (Canis lupus), liliacul mic cu potcoavă (Rhinolophus hipposideros)
- pești (1): Barbus plebejus
- reptile (1): șarpele cu patru dungi (Elaphe quatuorlineata)

Pe lângă speciile protejate, pe teritoriul sitului au mai fost identificate 5 specii de mamifere.